# Волковичский сельсовет (Витебская область)
Волковичский сельсовет — административная единица на территории Толочинского района Витебской области Республики Беларусь. Административный центр — агрогородок Воронцевичи.

## Состав
Волковичский сельсовет включает 23 населённых пункта:
- Багриново — деревня
- Башарово — деревня
- Волковичи — деревня
- Воронцевичи — деревня
- Воронцевичи — агрогородок
- Горелики — деревня
- Жукнево — агрогородок
- Заречное Подберезье — деревня
- Климово — деревня
- Кривое — деревня
- Лаговщина — деревня
- Любаничи — деревня
- Максимково — деревня
- Марьянполье — деревня
- Новое Заозерье — деревня
- Новое Полюдово[бел.] — деревня
- Новые Воронцевичи — деревня
- Подберезье — деревня
- Повстихово — деревня
- Свирани — деревня
- Слобода — деревня
- Старое Полюдово — деревня
- Рацево — деревня

Упразднённые населённые пункты на территории сельсовета:
- Сивцево — деревня
- Замошье — деревня[2]